# Peter Neustädter
Peter Neustädter, né le 16 février 1966 à Karabalta, est un ancien footballeur international kazakh. Il évoluait au poste de défenseur. Depuis 1992, il réside à Mayence en Allemagne.

## Biographie

### Carrière en club
Neustädter joue comme défenseur en faveur des clubs soviétiques du Zénith Saint-Pétersbourg, du FC Kairat Almaty, de l'Iskra Smolensk, du CSKA Moscou, du Tavria Simferopol, du FK Dnipro, et de l'Alania Vladikavkaz.
En 1992, il rejoint l'Allemagne et s'engage avec le club du Karlsruher SC. Après un bref passage au Chemnitzer FC, il rejoint le Mainz 05 en 1994, où il met un terme à sa carrière de joueur en 2004.

### Carrière internationale
Peter Neustädter est né à Kara-Balta, en République socialiste soviétique kirghize (aujourd'hui Kirghizistan). Il est fils d'un père allemand de la Volga et d'une mère ukrainienne. Comme il jouait un temps au FK Kaïrat Almaty un club Kazakhs situé près de la frontière avec le Kirghizistan où habitait sa famille, il était jusqu'à son départ en Allemagne, citoyen du Kazakhstan.
Il aura trois sélections en équipe du Kazakhstan. En 1996 il joue contre le Qatar et la Syrie.

### Carrière d'entraîneur
Après 10 années en tant que joueur au 1. FSV Mayence 05, il entame une carrière d'entraîneur dans ce club de 2005 à 2010, en prenant en main l'équipe réserve, où évoluait également son fils Roman.
En 2012 il rejoint le TuS Coblence, une équipe de quatrième division, en fin de saison en finissant à la huitième place son contrat n'est pas renouvelé.
Pour la saison 2014-2015 il devient directeur sportif de la section jeune du FK Ravan Bakou en Azerbaïdjan.

## Palmarès
- Champion d'URSS en 1988 avec le FK Dnipro

## Vie personnelle
Né dans la RSS du Kirghizistan qui faisait alors partie de l'Union Soviétique, Neustädter appartient à la communauté des Allemands de la Volga. Son fils, Roman Neustädter, est également joueur professionnel de football, évoluant quatre années à Schalke 04 puis au Fenerbahçe SK. 
Son deuxième fils, Daniel est également footballeur, il jouait à Mayence, Kaiserslautern, FC Twente et TuS Coblence.
Son frère, Andrej Neustädter, a également eu une carrière de joueur de football, mais celle-ci a été très brève.